# Eliška má ráda divočinu
Eliška má ráda divočinu je celovečerní film, hudební komedie režiséra a scenáristy Otakára Schmidta z roku 1999.

## Historie
První verzi scénáře Schmidt napsal v roce 1995 pod názvem Sofie a Marčélo. V roce 1997 vydalo text knižně, už pod názvem Eliška má ráda divočinu, nakladatelství Votobia. V roce 1999 byl vydán pod stejným názvem film, který šel v roce 2000 do distribuce na videokazetách.

## Příběh a děj
Převyprávět děj konvenčním způsobem lze velmi těžko, jelikož jde o příběh ze světa, v kterém se prolíná realita s fantazií.
Film postupně seznamuje diváka s obyvateli předměstí s plovárnou, na které má přijet režisér Motýlek. Jedná se o bizarní skladbu lidí z jejichž příběhů se postupně poskládává zdejší svět, který je zároveň skutečný a zároveň jen hrou. Jen postupně se vynořují tajemství příběhu a kdo je tu vlastně ve skutečnosti kdo.

## Obsazení
- Petr Čtvrtníček
- Martin Dejdar
- Jan Jíra
- Bohumil Klepl
- Jiří Lábus
- Daniel Nekonečný
- Sandra Nováková
- Bolek Polívka
- Zuzana Stivínová
- Petr Vacek
- David Vávra
- Tatiana Vilhelmová
- Veronika Žilková

## Premiéra a vysílání
V kinech byl film uveden 2. prosince 1999. Do videopůjčoven šel 22. září 2000. Do prodeje na videokazetách byl uveden 18. října 2000.

## Ocenění
V roce 1999 soutěžil film v soutěži Český lev s třemi nominacemi, z nichž jednu proměnil:
- nominace: nejlepší kamera – Martin Štrba
- nominace: nejlepší výtvarný počin – Otakáro Schmidt
- udělena cena: nejlepší zvuk – Radim Hladík mladší, Radek Rondevald, Ivo Špalj